# Llibre de les dones
Il Llibre de les Dones (Libro delle donne) è un'opera letteraria medievale in catalano scritta a Valencia da Francesc Eiximenis fra il 1387 e il 1392, dedicata a Sanxa Ximenes d'Arenós, contessa di Prades.
Riguardo alla data di composizione, ha avuto una certa discrepanza, giacché d'altri studiosi, come Martí de Barcelona, OFM Cap, datano l'opera intorno al 1396. Curt Wittlin è incline a datare l'opera fra il 1387 e il 1392 per via di due fattori: in primo luogo, in questo libro si parla poco di argomenti dei quali andava a parlare in altri libri non scritti di Lo Crestià. Si può pensare, dunque, che profittò dell'occasione di scrivere questo libro per utilizzare questi materiali già preparati; in secondo luogo, in questo libro si possono trovare moltissimi riferimenti agli angeli. Come argutamente indica il professor Wittlin, il fatto di fare tanti riferimenti a questo tema si spiega col fatto che Eiximenis sicuramente già aveva in mente la composizione della sua opera successiva, il Llibre dels àngels, scritta nel 1392 e dedicata proprio a tali argomenti.

## Struttura e contenuto
Il libro consta di trecentonovantasei capitoli, divisi in cinque parti, preceduti da un'introduzione generale. Queste cinque parti corrispondono ai diversi stadi della donna: ragazza, donzella, donna sposata, vedova e sorella.

### Educazione della donna secondo le direttrici medievali
Il libro, nei capitoli iniziali, vuole essere un manuale d'istruzione delle donne, simile ad altri del suo tempo. Sembra influenzato qui da altri compendi di questo genere, come De eruditione filiorum nobilium ("Sull'erudizione dei figli dei nobili", circa 1250), di Vincent de Beauvais, OP, che ebbe grande influenza in tutto il Medioevo giacché dava le direttrici di base dell'educazione femminile.

### Volumi non scritti di Lo Crestià
La parte finale quella dedicata alle sorelle, che è la più longa, è un piccolo compendio di teologia, dove si può vedere la finalità divulgativa e nello stesso momento catechizzante dell'opera di Eiximenis. È in questa parte che Eiximenis raccoglie dei materiali (ancorché a un livello elementare e schematico) per altri volumi non scritti di Lo Crestià. In questa maniera, tratta delle virtù teologali (sulle quali doveva trattare il Cinquè, ovvero quinto volume), delle virtù cardinali (sulle quali doveva trattare il Sisè, ovvero sesto volume), e sui dieci comandamenti (sui quali doveva trattare il Setè, ovvero settimo volume).
Su altre materie che qui appaiono di maniera sparsa dovevano aver trattato anche altri volumi non scritti di Lo Crestià. Ci si riferisce al matrimonio e alla penitenza (si ricordi che il Desè, ovvero decimo volume, doveva avere trattato dei sacramenti); dei voti religiosi e della contemplazione (l’Onzè, ovvero undicesimo volume, doveva aver trattato degli ecclesiastici); oppure ai capitoli finali, che trattano su temi scatologici (il Tretzè, ovvero tredicesimo, doveva avere trattato di scatologia, sulla fine del mondo e sulle ricompense e punizioni che le persone riceveranno allora, secondo la mentalità medievale.
Inoltre, torna a trattare de maniera concisa di temi dei quali già aveva parlato nel Terç (terzo volume di Lo Crestià), come, per esempio, dei sette vizi capitali e dei cinque sensi corporali.

## Traduzioni allo spagnolo
Di questo libro si fecero molte traduzioni allo spagnolo, e lo si utilizzò persino per l'educazione delle quattro figlie dei Re Cattolici.
Si fece, anche, ad opera di autore oggi sconosciuto, una adattamento con alcune variazioni, anche in spagnolo, pubblicata nel 1542, conosciuta col nome di Carro de las Donas.

## Edizioni
- Edizione nella Biblioteca Digital Hispánica (Biblioteca Digitale Hispanica) dell'edizione incunabola impressa per Joan Rosembach (Barcellona, 8 maggio 1495).[7]
- Archiviato il 15 luglio 2019 in Internet Archive. Edizione in Somni (Collezione digitalizzata del fondo antico dell'Università di Valencia) dell'edizione del Carro de las Donas fatta per Juan de Villaquigrán in Valladolid in 1542.
- Edizione del Llibre de les dones (Barcelona. Curial Edicions Catalanes. 1981. XXXVII+620. Introduzione di Curt Wittlin). Tesi di laurea di Franck Naccarato diretta per Joan Coromines e letta nell'Università di Chicago in 1965.
- Opere complete di Francesc Eiximenis (in catalano ed in latino).